# ブレージングサドル
『ブレージングサドル』（原題: Blazing Saddles）は、1974年のアメリカのコメディ映画。メル・ブルックス監督による西部劇のパロディである。
第47回アカデミー賞では助演女優賞（マデリーン・カーン）、歌曲賞（作曲：ジョン・モリス、作詞：メル・ブルックス）、編集賞（ダンフォード・グリーン、ジョン・C・ハワード）の3部門にノミネートされた。

## ストーリー
1874年、アメリカ西部の州知事補佐ヘドリー・ラマー（ハーヴェイ・コーマン）は、白人ばかりが暮らす保守的な町ロックリッジから住民を追い出し、土地を安価で手に入れて儲けようと企てていた。用心棒タガート（スリム・ピケンズ）の一味を送り込んで住民を追い出そうとするが、その作戦が失敗すると、絞首刑になる予定だった黒人の鉄道作業員バート（クリーヴォン・リトル）をロックリッジの新しい保安官に任命する。人種差別の対象である黒人を保安官として送り込むことで、ますます町を不穏な状態に陥れ、住民たちを自発的に町から出て行かせようと考えたのだ。
ロックリッジの住民たちは予想通り黒人保安官のバートに嫌悪感を示すが、町から出て行こうとはせず、州知事のレ・ペトメイン（メル・ブルックス）宛てに保安官の解任を要請する手紙を出す。住民たちが黒人保安官のバートを忌み嫌う一方で、留置場の常連であるジム（ジーン・ワイルダー）だけはバートと交友を深めていった。ジムはかつては「ウェイコ・キッド」と呼ばれる二挺拳銃の名手だったが、今では大酒呑みの呑んだくれになってしまった男である。
黒人保安官を送り込まれても住民たちが町から出て行かないことを知ったラマーは、新たな手段としてタガートの兇暴な子分モンゴ（アレックス・カラス）をロックリッジの町に送り込んだり、ドイツ生まれの妖艶な歌姫リリ・フォン・シュタップ（マデリーン・カーン）を用いてバートにハニートラップを仕掛けようとしたりする。しかし逆にモンゴはバートに懐き、リリもバートに惚れ込んでしまう始末。更にはこれまでバートを厳しく差別してきたロックリッジの住民たちも、肌の色の違いを意識しつつも次第にバートを信頼するようになっていった。
困り果てたラマーは、最終手段として西部中の悪人で構成される部隊を組織し、ロックリッジを襲撃することを計画する。これにはさすがの住民たちも恐れおののき、ついにロックリッジの町を離れる決心を固めるが、バートとジムは理不尽な事態が訪れるのをただ黙って見ているような男ではなかった。ある対抗策を用意して住民たちを説き伏せ、住民たちも2人と協力してラマーの部隊と戦うことを決意する。西部劇史上に残るであろう一大決戦は、やがて第四の壁を超え、オープンセットを逸脱したシュールな大乱闘へと発展していく。

## キャスト
- バート：クリーヴォン・リトル
- ジム（「ウェイコ・キッド」）：ジーン・ワイルダー
- ヘドリー・ラマー：ハーヴェイ・コーマン
- リリ・フォン・シュタップ：マデリーン・カーン
- タガート：スリム・ピケンズ
- レ・ペトメイン州知事 / 先住民の首長：メル・ブルックス（二役）
- ライル：バートン・ギリアム - タガートの一味。
- モンゴ：アレックス・カラス - タガートの一味。
- オルソン・ジョンソン：デヴィッド・ハドルストン
- ハワード・ジョンソン：ジョン・ヒラーマン
- ヴァン・ジョンソン：ジョージ・ファース
- ギャビー・ジョンソン：ジャック・スターレット
- ジョンソン牧師：リアム・ダン
- ハリエット・ジョンソン：キャロル・アーサー
- チャーリー：チャールズ・マクレガー - バートの親友。
- ボリス：ロバート・リッジリー - 絞首刑執行人。
- バディ・ビザール：ドム・デルイーズ

## スタッフ
- 監督：メル・ブルックス
- 脚本：メル・ブルックス、ノーマン・スタインバーグ、アンドリュー・バーグマン、リチャード・プライヤー、アラン・ユーガー
- 製作：マイケル・ハーツバーグ
- 撮影：ジョゼフ・バイロック
- 音楽：ジョン・モリス
- 主題歌：フランキー・レイン
- 編集：ダンフォード・グリーン、ジョン・C・ハワード

## プロダクション・ノート
- メル・ブルックス（脚本・監督）とジーン・ワイルダー（主演）がタッグを組んだ2作目の映画である。なお、1作目は『プロデューサーズ』（1968年）、3作目は『ヤング・フランケンシュタイン』（1974年）である。
- リリ・フォン・シュタップ役のマデリーン・カーンは、この作品での演技で第47回アカデミー賞助演女優賞にノミネートされた。カーンは前年の第46回アカデミー賞でも『ペーパー・ムーン』の演技で助演女優賞にノミネートされていた。
- AFI（アメリカン・フィルム・インスティチュート）が「AFIアメリカ映画100年シリーズ」の一環として2000年に選出した「アメリカ喜劇映画ベスト100」では第6位に選ばれている。これは同ランキング中、ブルックス監督映画としては最も高い順位である。
- カウント・ベイシー楽団がカメオ出演し、『パリの四月』を演奏している。また、教会のシーンではブルックスの実妻であるアン・バンクロフトがカメオ出演している[2]。

## 脚註
1. ↑  Movie Walker「ブレージングサドル」、2013年7月24日閲覧。
2. ↑  “Blazing Saddles (1974) - Full Cast & Crew”.  IMDb. 2021年4月4日閲覧。